# 追风者
《追风者》（英語：War of Faith）是一部2024年播出的中国大陆谍战题材电视剧，由姚晓峰执导，王一博、李沁、王阳领衔主演。该剧是爱奇艺出品的2024年首部熱度值破万的电视剧，也是近年来具影响力的谍战剧之一。该剧没有过多地关注谍战，更多的是关注男主魏若來的信仰建立。该剧於2024年3月21日在央视八套黄金强档首播，爱奇艺同步播出。 此剧在2024年第二十届中美电影电视节荣获年度《金天使奖》。 2025年1月 入选国家广播电视总局“2024中国电视剧精选”。

## 剧情简介
该剧以20世纪30年代的上海为背景，讲述了来自贫困小山村的数学天才魏若来(王一博飾)，由最初是一名国民党中央银行普通职员，而凭借出色的工作能力逐渐得到高级顾问沈图南（王阳饰）的赏识，并被收为弟子。在这个过程中，魏若来看到了国民党金融领域的腐败和黑暗，也被卷入了国民党和中国共产党的矛盾之中。在沈图南的妹妹沈近真（李沁饰）的引导下，一直从事中共地下工作的魏若来和沈图南最终分道扬镳。魏若来为百姓讨回公道的行动和沈近真的身份被泄露后，两人从上海逃往江西。在中共的领导下，魏若来参加了粉碎国民党对中央苏区经济封锁的无硝烟战争，逐渐成长为负责党的经济战线的红色金融家。

## 播出平台
2024年3月21日起央视八套黄金强档每日两集连播，愛奇藝会员首日更新4集，此后每日更新两集。
 自2024年4月6日起央視一套、浙江衛視、央視八套、深圳衛視、山東衛視、河南衛視、貴州衛視、江西衛視輪番重播。

## 角色介绍
| 角色   | 演员   | 人物介绍 |
| ------ | ------ | --- |
| 魏若来 | 王一博 | 魏若来是一个依靠出色能力进入央行担任沈图南私人助理的年轻人。他逐渐得到了沈图南的赏识，成为了他的学生。但在经历了“伪币案”和“国库券建设”事件后，他看到了国民政府的腐败和黑暗。在这个过程中，他选择了加入苏维埃国家银行，成为一名红色金融家，负责共产党的金融战线。 |
| 沈近真 | 李沁   | 沈近真是一名出身富裕家庭、留学归来的高级工程师。她是中国共产党坚定的地下党员，多次参与执行党的任务，从哥哥沈图南那里获取情报，并向上级组织传递。 |
| 沈图南 | 王阳   | 央行高级顾问。他信奉三民主义，打算收回海关监管权，实现财政统一。对苏区进行经济围剿，后在苏区被捕。在苏区，他與國民黨殘害百姓後突然信仰发生转变，成为一名地下党员，改名孤雁。                                                                                     |
| 虞世清 | 陸劍民 | 上海灘買辦、淞滬商會會長，原型影射青幫大佬杜月笙。 |
| 林樵松 | 张天阳 | 沪卫戍司令部军法处侦缉队队长。他毕业于黄埔军校，心狠手辣、精明狡诈。他曾寄希望于民族复兴，但在现实的冲击下，开始随波逐流。他多次参加捕杀中共地下党员的行动。 |
| 徐诺   | 王学圻 | 裁缝店老板。其真实身份是中共地下党员，负责上海的地下组织工作。他与沈近真亦师亦友。有感于魏若来在金融方面的才华，提醒沈近真想把魏若来培养成同事。在发现身份暴露后，他决定引爆炸弹，牺牲自己。                                                                     |
| 苏辞书 | 高露   | 沈图南的妻子。她知书达理，心中有爱，一直坚定地站在沈图南身边，支持他的金融改革工作。后来，由于国内环境混乱，在沈图南的劝说下，她带着女儿去了英国。 |
| 周姨   | 杨昆   | 魏若来居住的七宝街的房东。这位来自上海的老阿姨精明能干，但嘴硬心软。她非常关心魏若来。因为抵押房子购买建設庫券而倾家荡产，她承受不了打击，彻底疯了。 |
| 牛春苗 | 兰西雅 | 魏若来的未婚妻。她性格大胆、活泼。与魏若来、沈近真一起回到家乡后，她与魏若来一起加入了共产党组织。 |
| 李晟达 | 刘亭作 | 共产党的叛徒。他经受不住敌人的折磨，反抗组织，导致孤星魏若川（魏若来的哥哥）牺牲。他曾两次被共产党杀害未遂，但都幸免于难。后来，他利用共产党的情报与康少捷等人谈判，在逃跑途中被魏若来勒死。                                                                     |
| 雷鸣   | 朱铁   | 中共党员，苏维埃国家银行总务科科长。他精通贸易和谈判，并主导了与德国的钨矿石贸易谈判。 |
| 黄从匀 | 宋帅   | 沈图南的秘书。他个人能力很强，主要处理沈图南的日常工作，深得沈图南信任。他非常敬重沈图南，在沈图南失势后仍追随其左右，最终为保护沈图南而牺牲。 |

## 制作
《追风者》于2023年1月至2023年5月拍摄，其最初的剧本花了五年时间制作。
网媒《上报》称，王一博参演《追风者》的片酬为3500万人民币，位列第一；饰演沉图南的王阳本次片酬则为2500万人民币，位列第二；女主角李沁的片酬为2000万人民币，位列第三。

## 收视率
全劇平均收視率(CVB)1.7762%，
全劇收視率𡶶值(秒)2.6642%
| 中国大陆 CCTV-8 首播收视率 （CVB） |      |                             |        |          |      |
| 集數                               | 週數 | 播出日期                    | 收视率 | 收视份额 | 排名 |
| 1-4                                | 1    | 2024年3月21日—2024年3月22日 | 1.39   | 5.208    | 2    |
| 5-18                               | 2    | 2024年3月23日—2024年3月29日 | 1.638  | 6.095    | 2    |
| 19-32                              | 3    | 2024年3月30日—2024年4月5日  | 1.867  | 7.122    | 2    |
| 33-38                              | 4    | 2024年4月6日—2024年4月8日   | 2.072% | 7.852    | 1    |

1. 数据由国家广播电视总局提供。
2. 以上收视排名包括央视在内。中國視聽大數據(CVB)

## 音乐原声带
- 《追风者》电视剧影视原声带（发行日期：2024年4月8日）

| 曲序 | 曲目               |        | 作曲   | 编曲   | 製作人 | 演唱   | 时长 |
| ---- | ------------------ | ------ | ------ | ------ | ------ | ------ | ---- |
| 1.   | 非你所想（主题曲） | 陈曦   | 陈曦   | 闫天午 | 董冬冬 | 周深   | 4:29 |
| 2.   | 遥望星火（片尾曲） | 董冬冬 | 董冬冬 | 闫天午 | 董冬冬 | 楊宗緯 | 3:33 |
| 3.   | 哥哥（插曲）       | 董冬冬 | 董冬冬 | 闫天午 | 董冬冬 | 張紫寧 | 3:55 |
| 4.   | 梦想之境（插曲）   | 陈曦   | 董冬冬 | 薛峰   | 董冬冬 | 王铮亮 | 4:28 |
| 5.   | 生命之光（插曲）   | 陈曦   | 陈曦   | 薛峰   | 董冬冬 | 田园   | 3:23 |

## 评价
该剧获得了许多好评、积极回应和观众讨论。其中最有名的一句话出自主人公魏若来之口：“中国有句古话，乘长风，破万里浪。你们所看到的贫瘠土地，只要给予时间和耐心，一定会成为足以支撑世界的经济良田。”被各大文旅用于宣传短片。《新华每日电讯》称《追风者》突破了传统谍战作品的视角，拓宽了谍战作品的受众面。《人民日报》称赞该剧从拍摄角度到色调都很有电影质感，人物塑造出色。《文汇报》评价认为，《追风者》突破了传统谍战剧的固有模式，以小人物的视角反映时代本质，以金融叙事对谍战剧进行创新，借助小人物的成长引起观众共鸣。

## 榮譽
| 年份 | 頒獎典禮                 | 獎項             | 提名/得奖者 | 结果 | 備註   |
| ---- | ------------------------ | ---------------- | ----------- | ---- | ------ |
| 2024 | 第29届上海电视节白玉兰奖 | 最佳中國電視劇   | 《追風者》  | 提名 | [ 14 ] |
| 2024 | 第29届上海电视节白玉兰奖 | 最佳導演         | 姚曉峯      | 提名 | [ 14 ] |
| 2024 | 第29届上海电视节白玉兰奖 | 最佳男主角       | 王陽        | 提名 | [ 14 ] |
| 2024 | 第29届上海电视节白玉兰奖 | 最佳攝影         | 周文操      | 提名 | [ 14 ] |
| 2024 | 第29届上海电视节白玉兰奖 | 最佳美術         | 吳嘉葵      | 提名 | [ 14 ] |
| 2024 | 2024爱奇艺尖叫之夜       | 年度观众喜爱剧集 | 《追風者》  | 獲獎 | [ 15 ] |

## 争议
2024年5月30日，第29届上海电视节白玉兰奖公布了提名名单，王阳凭《追风者》入围最佳男主角奖项，王一博则未进入提名名单。此事引发了关于本剧“谁是男主”的争议，并进一步延伸至对电视剧“番位”和角色定位标准、片方在此事中的责任和白玉兰奖规则等问题的争论。6月5日，《追风者》剧方发出声明，称“在白玉兰奖提报细则允许的前提下，为每位主演都做了提报以争取荣誉，报奖情况未同步主创和演员”；该剧总监制陈祉希也就“没有向平台充分了解到报奖情况”致歉，希望剧组和主创不再受到误解。同日，王一博发文感谢剧组及观众，称“将继续倾尽全力，专注于每一个角色与作品”；王阳也发文称“我踏实拍戏，行胜于言”。